# رندال کولو موانی
رندال کولو موانی (انگلیسی: Randal Kolo Muani؛ زادهٔ ۵ دسامبر ۱۹۹۸) بازیکن فوتبال اهل فرانسه است که به صورت قرضی برای یوونتوس بازی می کند .
وی در سپتامبر ۲۰۲۳ با قراردادی ۵ ساله به ارزش ۹۰ میلیون یورو (۷۵ میلیون ثابت به اضافه ۱۵ میلیون پاداش) به باشگاه پاری سن ژرمن پیوست.